# Caixa Catalunya

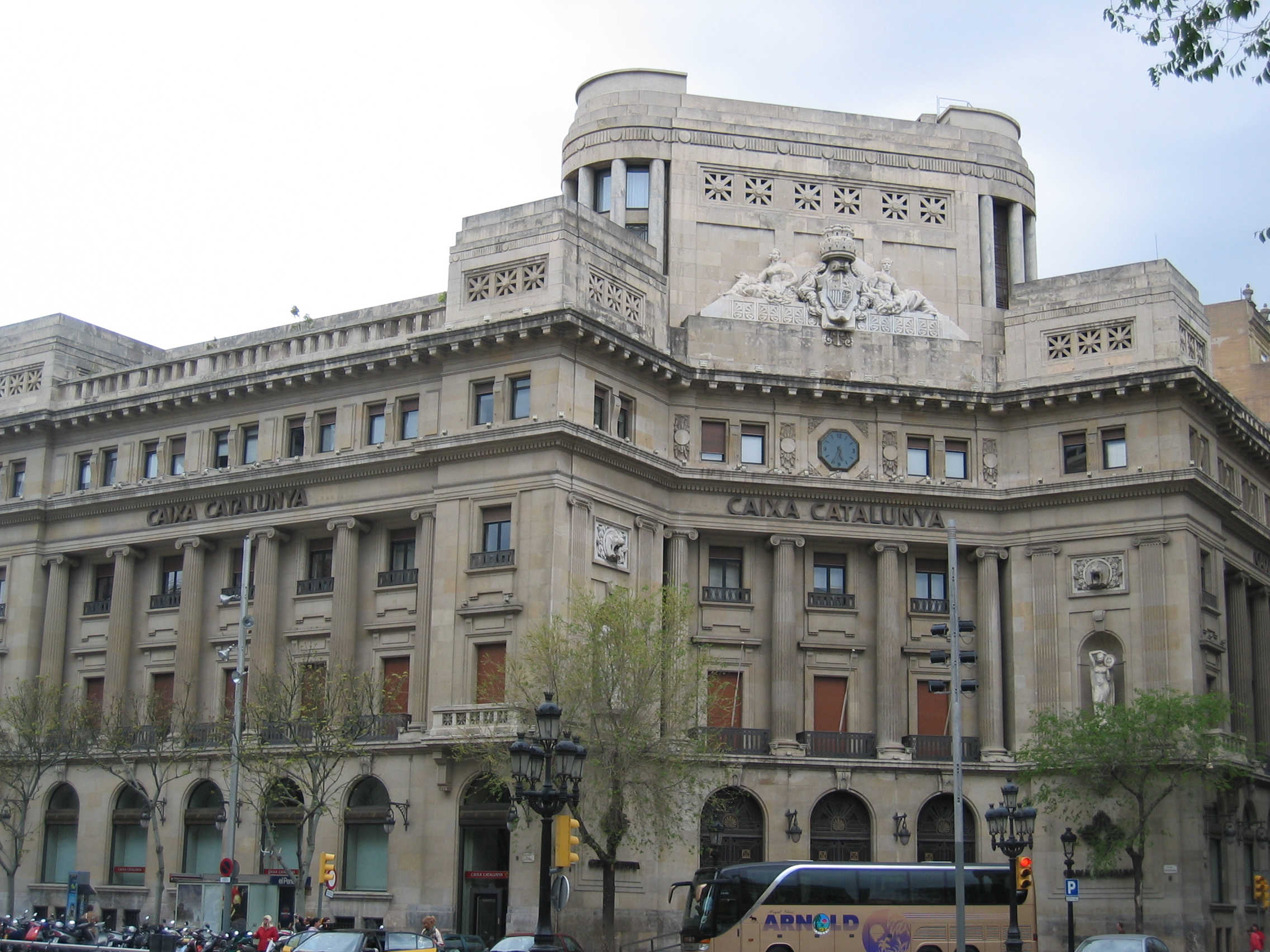
Sede de la Caixa d'Estalvis de Catalunya en la Plaza Antonio Maura, Barcelona.

Caixa Catalunya (nombre comercial de Caixa d'Estalvis de Catalunya; en castellano, Caja de Ahorros de Cataluña) fue una caja de ahorros catalana. Llegó a ser la quinta caja de ahorros de España, la segunda entidad financiera más importante en Cataluña, y la primera con respecto a entidades financieras de propiedad parcialmente pública. En diciembre de 2009 la entidad contaba con 1.155 oficinas todas ellas ubicadas en España excepto una situada en Perpiñán, Francia.
El 1 de julio de 2010 se fusionó con Caixa Tarragona y Caixa Manresa, dando lugar a CatalunyaCaixa.
El 30 de septiembre de 2011, CatalunyaCaixa fue nacionalizada por el Estado a través del Fondo de reestructuración ordenada bancaria (FROB).

## Historia
Fue fundada el 26 de octubre de 1926 bajo el nombre de "Caja de Ahorros Provincial de la Diputación de Barcelona". Con la Segunda República y con la reinstauración de la Generalidad, pasó a denominarse "Caja de Ahorros de la Generalidad de Cataluña" y el entonces presidente de la Generalitat, Francesc Macià, pasó a ser el nuevo presidente. Narcís Serra i Serra fue su presidente desde 2005 hasta su fusión con Caixa Tarragona y Caixa Manresa.
En la década de 1980, Caixa Catalunya compró la Casa Milà, conocida como La Pedrera, obra del arquitecto Antoni Gaudí. Este edificio, Patrimonio Cultural de la Humanidad de la UNESCO desde 1984, fue adquirido por la Fundación Catalunya-La Pedrera en 2013.
En 2010, Caixa Catalunya inició un proceso de fusión con Caixa Tarragona y Caixa Manresa, para formar una nueva caja de ahorros. Su nombre social sería Caixa d'Estalvis de Catalunya, Tarragona i Manresa (Caja de Ahorros de Cataluña, Tarragona y Manresa) y su nombre comercial CatalunyaCaixa. Esta nueva caja fue constituida el 1 de julio de 2010 requiriendo recursos por valor de 1.250 millones de euros, cuantía que anticipó el Fondo de reestructuración ordenada bancaria (FROB) mediante la suscripción de participaciones preferentes convertibles en cuotas participativas de la entidad resultante.
El 30 de septiembre de 2011, CatalunyaCaixa fue intervenida por el Estado a través del Fondo de reestructuración ordenada bancaria (FROB).
El 24 de abril de 2015 el FROB y el Fondo de Garantía de Depósitos de Entidades de Crédito, vendieron las acciones de Cataluña Banc S.A que eran de su titularidad a la entidad adquirente Banco de Bilbao Vizcaya Argentaria S.A.

## Causas judiciales y escándalos
En septiembre de 2013, el titular del juzgado de instrucción número 30 de Barcelona imputó a las 54 personas que gobernaban Caixa Catalunya en 2010, incluidos el entonces presidente Narcís Serra, y el director general, Adolf Todó por un presunto delito de administración desleal. La antigua cúpula aprobó retribuciones "ajenas a la real situación" de la entidad y al "entorno de grave crisis económica".
En julio de 2014, se conoció que Narcís Serra y otros 41 exdirectivos habían ido a juicio por aumentar las retribuciones del comité de dirección cuando estaban en situación crítica. De los 54 directivos que tuvieron que declarar entre octubre y noviembre de 2013, 12 fueron absueltos por no haber apoyado las subidas de sueldos.
En diciembre de 2014, el juez dio por concluida la instrucción y dejó a un paso de juicio a los exdirectivos Narcís Serra y Adolf Todó. Así, el titular del juzgado de instrucción número 30 de Barcelona mantuvo imputados a Serra y Todó, junto a una cuarentena de miembros del consejo de administración que aprobaron las remuneraciones extras, por un delito de administración desleal.
En octubre de 2016, la Audiencia de Barcelona resolvió rechazar los diversos recursos presentados contra la decisión del Juzgado de Instrucción número 30 de Barcelona de procesar a Narcís Serra y Adolf Todó junto a 39 miembros del consejo de la entidad por un delito de administración desleal.
En marzo de 2017, el juez de la Audiencia Nacional Ismael Moreno imputó al expresidente de Caixa Catalunya Narcís Serra, al ex director general Adolf Todó y a otros trece altos cargos por un delito de administración desleal que provocó un agujero de más de 720 millones de euros en el balance de la entidad, tras analizar un conjunto de operaciones inmobiliarias realizadas por la entidad financiera entre los años 2000 y 2013 (ya como CatalunyaCaixa).
Ese mismo mes, la Fiscalía solicitó 4 años de cárcel para Narcís Serra y Adolf Todó por dos supuestos delitos de administración desleal en el caso de los sueldos desorbitados. En febrero de 2019 Serra, Todó y el resto de la cúpula de Catalunya Caixa fueron absueltos por la Audiencia de Barcelona.

### Fraude por las preferentes
En los años 2008 y 2009, Caixa Catalunya vendió a sus propios clientes participaciones preferentes y deuda subordinada mintiendo de manera explícita sobre las condiciones de dichos productos de alto riesgo financiero. Correos internos de las delegaciones de CatalunyaCaixa en Asturias y Galicia sus responsables alentaban a vender las preferentes y la deuda subordinada como productos a plazo fijo a tres meses o plazo fijo depósito anticipado, cuando dichos productos eran una inversión a perpetuidad.